# Химойский историко-архитектурный комплекс
Химойский историко-архитектурный комплекс расположен в селе Химой (Шаройский район, Чечня).

## Описание
Объекты комплекса были построены в XIV—XIX веках. Комплекс стоит на скальном основании на обрывистом берегу небольшой реки, впадающей в Шаро-Аргун, и в основном состоит из жилых башен. На стены башен нанесены множество петроглифов. В состав комплекса входит мечеть XVIII века постройки. Камни построек скреплены известково-глинистым раствором.
Согласно полевым материалам, на окраине села располагались солнечные часы — круг из больших камней, в середине которого стоял каменный столб.
Рядом с комплексом проходит дорога Шарой — Грозный. Комплекс входит в состав Аргунского музея-заповедника, на территории которого находится около 700 памятников истории, культуры, археологии, архитектуры и природы. Длина периметра комплекса составляет 309,56 м, площадь — 0,572 гектара. В 2013 году комплекс был признан объектом культурного наследия регионального значения.

## Галерея

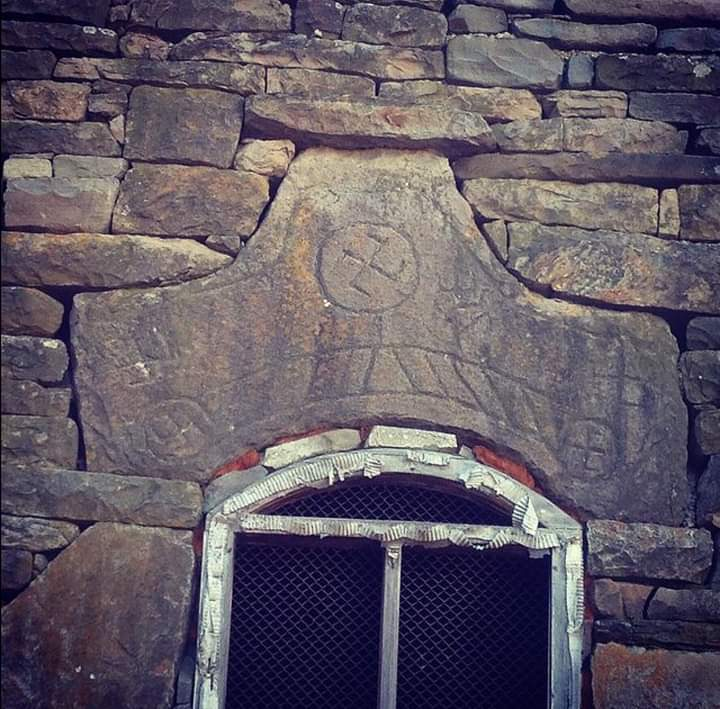
Петроглифы на арке оконного проема жилой башни в с. Химой
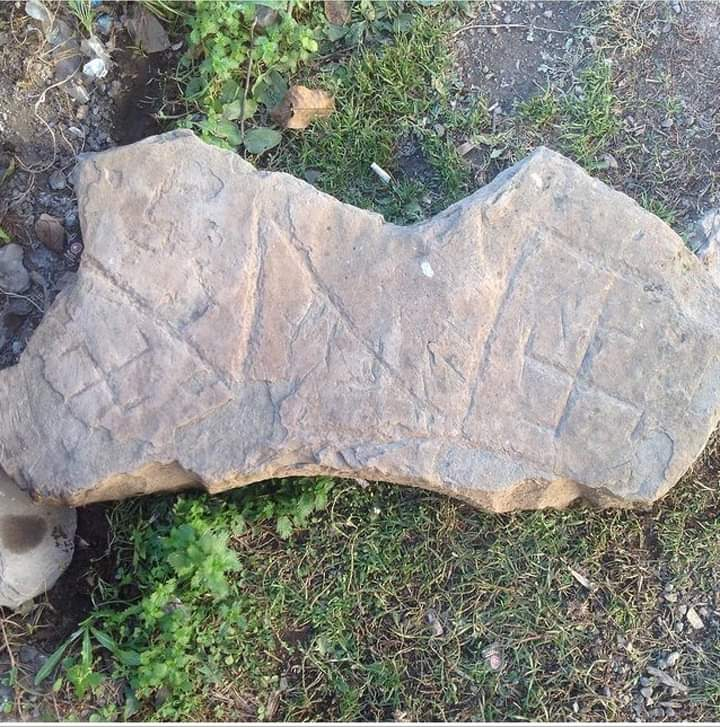
Левый верхний угол арки, входного проема, средневековой жилой башни в с. Химой. (2021)